# Малова-Завадська Олена Євгенівна
Олена Євгенівна Малова-Завадська (народилась 1925 у м. Могилів-Подільський) — український праведник народів світу. Разом із родиною допомагала під час Німецько-радянської війни рятувати єврейські родини від німецьких окупантів.

## До початку війни
Уся родина Завадських, їхні предки — Завадські та Дембіцькі — жили на Вінниччині. Олена народилась у м. Могилів-Подільський у сім'ї Євгена Казимировича та Констанції Казимирівни Завадських. Батько був лісником, завідував агролісомеліоративним об'єднанням, мати — домогосподаркою, виховувала доньку та сина (?). За словами співавторки проєкту «Слово Праведника» Світлани Левітас, сім'я Завадських мала видатного предка — Адама Міцкевича.
Батька репресували до початку війни, у 1937, розстріляли у 1938. Мати намагалася знайти роботу, щоб утримувати дітей і стареньку маму, але дружині «ворога народу» скрізь відмовляли. Лише у 1940 їй вдалося влаштуватися санітаркою в інфекційне відділення місцевої лікарні. Паралельно вона навчалася на курсах медсестер Червоного Хреста.

## Під час війни
19 липня 1941 року місто Могилів-Подільський було окуповане німецько-румунськими військами та включене у склад Румунії. На початку війни Олена Завадська закінчила 9 класів у середній школі. 
Могилів-Подільський окупанти зробили транзитним центром для євреїв, яких звозили з Румунії, Буковини та Бессарабії. Багато з них залишались у Могилеві-Подільському, багато з них просили прихистку в родини Завадських, залишались на деякий час пожити. 
З вересня 1941 року по лютий 1942 року через місто пройшли 55 тис євреїв. Багатьом не дозволяли залишитися в місті, серед 15 тис тих, кому дозволили залишитись 2-3 тисячам вдалося отримати дозвіл на проживання, інші жили під постійним острахом бути вивезеними на роботи до Німеччини. Спочатку, місяць чи два, в місті хазяйнували німці, потім його "віддали" румунам як частину Придністров'я під губернаторством Георгія Алексіану.
Улітку 1941 року родина Завадських прихистила родину Лернерів — подругу бабці Олени Мальвіну (Марію) Михайлівну Лернер із чоловіком.
Олена Завадська вчилась в одному класі із Сарою Перельман, з якою вони дуже дружили. Батько Сари помер від тифу у 1942 році, у лютому родина опинилась у гетто без засобів існування. В гетто був голод, перенаселення, постійні облави окупаційної влади, яка відправляла єврейську молодь на примусові роботи до Німеччини, де більшість з них гинула. 
Майже всю війну Олена, її мати та бабця переховували у себе Сару, епізодично її брата Олександра та матір — Цилю Яківну.
Мати Олени — Констанція — також допомагала тим, що попереджала їх про облави. 
Сара залишалась у них до 19 березня 1944 року, коли частини 2-го Українського фронту звільнили місто.

## Після війни
Після війни Олена Завадська вступила до Одеського медичного інституту, закінчила його у 1948 році. За розподіленням працювала лікарем-дерматологом у медичній частині шахти «Червона Зірка» у м. Торез на Донеччині. Там познайомилася з майбутнім чоловіком. Подружжя проживало в м. Донецьку, де Олена Малова-Завадська понад 20 років працювала лікарем-дерматологом у міській лікарні № 1.
Сара Перельман закінчила Ленінградський медичний інститут, стала лікарем кардіологом. Згодом, у 1992 році, родина емігрувала до США. Впродовж багатьох років Перельмани та Завадські підтримували активне листування. 
Олена Малова-Завадська з родиною переїхала до Києва у 1987 р.

## Відзнаки
29 вересня 1996 року Яд Вашем відзначив Олену Малову-Завадську та її матір Констанцію почесним званням "Праведник народів світу".

## Пам'ять
У 2017 році Олена Малова-Завадська стала героїнею однієї із серій документального фільму «Слово Праведника», який розповідає про українців, які рятували євреїв під час Другої Світової війни.